# Focomelia
La focomelia (etimológicamente del griego φώκη -fõkē- foca (mamífero marino) y μέλος -melos- miembro) es una enfermedad que se manifiesta por una malformación de origen teratogénico, consistente en la ausencia de elementos óseos y musculares en los miembros superiores o inferiores. Puede afectar a un solo miembro o a varios. El miembro afectado queda reducido a un muñón o prominencia que se implanta a nivel del hombro o de la cintura. Fue Étienne Geoffroy Saint-Hilaire quien acuñó el término en 1836.
En la década de 1950 se extendió el uso de la talidomida, que causó numerosos casos de focomelia, amelia y dismelia. La talidomida se usaba como sedante suave que se utilizó contra las náuseas y para aliviar las náuseas matutinas en las mujeres embarazadas y parecía provocar anomalías características en las extremidades de sus recién nacidos. Fue descubierto por Widukind Lenz.
Las deformidades observadas por la talidomida variaban desde hipoplasia de uno o más dígitos a la ausencia total de todas las extremidades. Un ejemplo de la embriopatía por talidomida es la focomelia, en la cual las estructuras de las manos y pies pueden verse reducidas a solo un dígito, o pueden tener aspecto totalmente normal pero salen directamente del tronco. Este descubrimiento por Lenz desencadenó un interés mundial por la teratología clínica. 
La teratología moderna ha descubierto muchos factores que producen defectos congénitos. Algunos pueden detectarse en la consulta preconcepcional, y otros de forma postnatal. Por supuesto, hay mucho camino que recorrer para poder explicar la gran mayoría de defectos congénitos, pero lo más importante es su prevención. 
En 2009, investigadores del Consejo Superior de Investigaciones Científicas (CSIC), la Universidad de Cantabria (España) y la Universidad de Harvard (Estados Unidos) descubrieron nuevas claves sobre el origen de la focomelia. Las conclusiones, que permiten comprender mejor cómo se forman las malformaciones en las extremidades, se publicaron en el número 7250 de la revista Nature.

Los investigadores han producido focomelia con rayos X en embriones de pollo y han llevado a cabo un análisis molecular y de linaje celular para ver cómo se produce la enfermedad. Hasta el momento, se creía que la enfermedad se originaba según el modelo de la ‘zona de progreso’: al reducirse el tamaño de la extremidad debido a la pérdida de células (por su muerte,  en este caso causada por la irradiación), las células supervivientes permanecerían más tiempo en la zona de progreso, adquiriendo destinos cada vez más distales (alejados del centro del cuerpo). Es decir, que las células que normalmente darían lugar al húmero acababan formando los dedos.